# Panzerwaffe

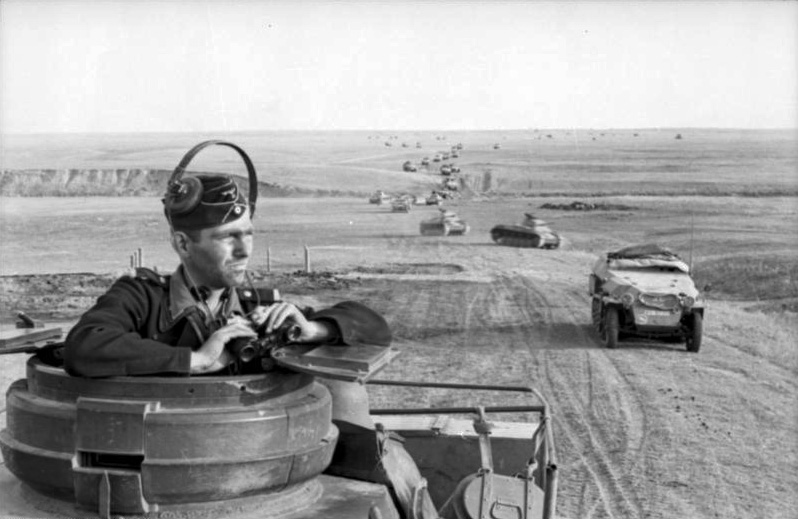
Uma coluna de blindados alemães avançando rumo a Stalingrado, 1942.

A Panzerwaffe (em português: Arma Blindada) foi uma das divisões internas da Wehrmacht responsável por gerir as forças blindadas e motorizadas nas forças armadas, logo no início da Segunda Guerra Mundial. Também é usada como expressão para designar o número total de Panzers em serviço ativo. A Panzerwaffe de 1939, por exemplo, estava compreendida em 2500 tanques. Já a Panzerwaffe de 1940, que invadiu a França em 1940, tinha 3000 tanques divididos em 10 divisões blindadas.
A expressão é frequentemente usada em textos da Segunda Guerra Mundial. A tradução para o português seria Força Panzer, ou Força Blindada.